# ستاره باریومی
ستاره باریومی (انگلیسی: Barium star) غول سرخی است از ردهٔ طیفی جی یا ک که در آن عنصرهای سنگینی همچون باریم با فراوانی غیرمعمول در طیف نمایان می‌شوند.واژه‌های مصوّب فرهنگستان تا پایان دفتر یازدهم فرهنگ واژه‌های مصوّب
مطالعه مشاهده‌ای سرعت شعاعی این ستاره‌ها نشان می‌دهد که تمامی ستاره‌های باریومی ستاره دوتایی هستند. مشاهدات در طیف فرابنفش با استفاده از کاوشگر بین‌المللی فرابنفش در برخی از سامانه‌های ستاره‌ای باریومی، کوتوله‌های سفید کشف کرده‌اند.